# Gymnocrex
Gymnocrex es un género de pequeñas aves gruiformes perteneciente a la familia Rallidae. 

## Especies
Contiene las siguientes especies:
- - Gymnocrex rosenbergii - cotara cariazul;
  - Gymnocrex talaudensis - cotara de las Talaud;
  - Gymnocrex plumbeiventris - cotara moluqueña.